# Quality Function Deployment
Quality-Function-Deployment (QFD) bzw. Qualitätsfunktionendarstellung ist eine Methode der Qualitätssicherung. Ziel des Verfahrens ist die Konzeption, die Erstellung und der Verkauf von Produkten und Dienstleistungen, die der Kunde wirklich wünscht. QFD bezieht dabei alle Unternehmensbereiche in die Qualitätsverantwortung mit ein.
Die Methode des QFD als Grundkonzept zur Qualitätsplanung geht zurück auf den Japaner Yōji Akao im Jahre 1966. Die erste praktische Anwendung ist 1972 auf der Kōbe-Schiffswerft der Mitsubishi Heavy Industries datiert. Die Toyota Motor Company Ltd. übernahm kurz darauf diese Methode und entwickelte sie nach eigenen Ansprüchen weiter. Im Jahr 1983 wurden die Ausführungen von Yoji Akao in den USA erstmals veröffentlicht. Als erste amerikanische Unternehmen führten Rank Xerox und Ford die Methodik ein. Weitere Unternehmen folgen.

## Namensgebung
Der Name des Quality Function Deployment entstammt dem Japanischen. Ausgehend vom Original Hin Shitsu (品質) (Qualität, Güte, Beschaffenheit, Merkmale, Attribute, Features), Ki Nō (機能) (Funktion), Ten Kai (展開) (Darstellung, Aufstellung, Entwicklung) ist eine Übersetzung als „Merkmal-Funktions-Darstellung“ treffend.
In diesem Artikel wird der englische Begriff verwendet, da QFD mittlerweile zu einem eigenständigen Begriff geworden ist. 2015 wurde der ISO-Standard 16355-1:2015 zu QFD freigegeben.

## Vorgehensweise
Nach einer erfolgreichen Strukturierung und Gewichtung von Eingangsdaten in die Matrizen des Quality Function Deployment durch Baumdiagramme oder andere Managementwerkzeuge werden existente Verknüpfungen von Zeilen und Spalten dargestellt. Die Wertung der Verknüpfungen ist üblicherweise in „gar nicht“, „schwach“, „mittel“ und „stark“ eingestuft.
Die angesprochenen Daten werden durch eine QFD-typische WAS-WIE-Fragestellung folgendermaßen angeordnet:

Einfaches Korrelationsprinzip

Für Forderungen auf der Zeilenebene gelten die Fragen: „Was braucht der Kunde?, Was will er haben?, Was wird benötigt?, Was ist für alle sinnvoll?, Was soll erreicht werden?, …“
Die Fragestellungen der Qualitätsmerkmale auf Spaltenebene sind: „Wie bekommt man es?, Wie stellt man es her?, Wie setzt man es ein?, Wie soll das erreicht werden?, …“
Die QFD-Matrizen lassen sich mit diesen Fragestellungen überall dort einsetzen, wo sich Schnitt- oder Übergabestellen befinden. Die weiterführenden Tabellen sind aufbereitete Informationen – Gewichtungen von Listeneigenschaften oder Vergleiche –, die je nach Bedarf neu entwickelt oder von bestehenden Matrizen übernommen werden. Eine häufig genutzte Funktion ist die Korrelation mit sich selbst, durch die Widersprüche sehr gut erkannt werden können.
Durch die Darstellung der Informationen in gewichteten Listenfeldern und durch Korrelation der Felder besitzt QFD verschiedene vorteilhafte Anwendungsmöglichkeiten:
- Aufbereitung und klare Darstellung von Daten in den Feldern;
- Aufzeigen von Abhängigkeiten und Einflüssen durch die Korrelation;
- Darstellung von Zielkonflikten durch Angaben der Korrelation und der weiterführenden Tabellen.

Die angewandte Gewichtung und Korrelation kann von relativ einfacher Mathematik bis hin zu komplizierten Algorithmen gehen. Meist werden die Zeilenebenen mit den Korrelationen (gar nicht = 0; schwach = 1; mittel = 3; stark = 9) multipliziert und die Werte pro Spalte addiert. Dabei können bei der Bestimmung der Korrelation zusätzlich (abhängig von der Optimierungsrichtung) positive Werte (das Qualitätsmerkmal hat einen positiven Einfluss auf die Kundenforderung) oder negative Werte (bei einem negativen Einfluss (Konflikte)) angegeben werden. Eine Normierung auf maximal mögliche Werte (negative und positive) zeigen die relativen Werte auf.

## Mögliche Probleme und Schwierigkeiten bei der Verwendung von QFD
- Fehlende Kompetenz von Projekt- und Teamleiter
- Um konkurrierende Abteilungsinteressen koordinieren zu können bedarf es eines Machtpromoters
- Qualitätstabelle wird zu groß durch Versäumen der rechtzeitigen Reduktion der Umfänge
- Mangelnde Kunden- und Anwenderinformationen
- Das Team folgt nicht dem „Spirit“ der QFD, sondern verliert sich in der „Form“

## Mögliche Vorteile bei der Verwendung von QFD
- Ergebnisse hoher Qualität
- Schwierige Anforderungen, Zielkonflikte werden frühzeitig identifiziert
  - dadurch: besserer Ressourceneinsatz
  - dadurch: Beschleunigung der Entwicklungszeit
  - dadurch: Kostenreduktionen möglich
- Optimale Abdeckung der Kundenanforderungen (kundenorientiert)
- Der Entwurf ist von hoher Qualität, daher können später Änderungen vermieden werden (ansonsten Kostenexplosion vgl. „Rule of Ten“)
- Integration aller beteiligten Bereiche, Verbesserung der Zusammenarbeit
- Zusammenhänge werden dokumentiert
- Entscheidungen werden nachvollziehbar
- Kundenanforderungen werden lösungsneutral und nutzenorientiert formuliert
  - dadurch: besseres Verständnis der „wahren“ Kundenwünsche (VOC)
  - dadurch: eröffnen sie Ansätze für neue (Produkt-)Ideen

## Das „ideale“ QFD-Team
QFD ist ein teamorientiertes Methodensystem mit Moderator. Die richtige Zusammensetzung des Teams ist sehr wichtig, da die Kernarbeit in Workshops erledigt wird. Die Zusammensetzung des Teams kann je nach Projekt variieren, das „Kernteam“ sollte jedoch wenn möglich durchgehend gleich bleiben.
Um die ganzheitliche Sichtweise gewährleisten zu können, sollten möglichst viele verschiedene Bereiche des Unternehmens aber auch wichtige Kunden vertreten sein. Zum Beispiel Key Accounts, Produktmanager, Verkauf, Entwicklung etc.

## QFD nach Akao
Der Entwickler von QFD Yōji Akao prägte bezüglich seiner Methodik den Satz:
„Copy the spirit, not the form.“
Er wollte, dass seine Methode nicht Matrix für Matrix kopiert wird, sondern QFD sollte flexibel bleiben und neue bedarfsgerechte Funktionalitäten adaptieren.
Ein umfassendes QFD-System muss -nach Yoji Akao- außer der Qualitätsentwicklung auch die Technologie-, die Zuverlässigkeits- und Kostenentwicklungen beinhalten. Dabei muss der Konkretisierungsgrad im Laufe der Entwicklung steigen und die Weitergabe der Informationen sicher gewährleistet sein. Dies realisiert Yoji Akao über sogenannte Informationspfade, die im Allgemeinen einen Konkretisierungsgrad (Detailstufe bei der Bearbeitung des Produkts/Prozesses) beibehalten und Informationen der Listenfelder von einer Matrix auf weitere Matrizen und Tabellen übertragen. Durch die Informationspfade können Änderungen in einer Liste sofort auf die verknüpften Matrizen und Tabellen übertragen werden. Die Gefahr einer nicht durchgängigen Änderung und Aktualisierung von Zusammenhängen wird so verringert.

Korrelationsmatrizen

Durch die zusammenhängende Darstellung der einzelnen Elemente (Matrizen, Tabellen, Listen, …) ist ein durchgängiges Vermitteln, Umwandeln und Verknüpfen der Anforderungen über die Konkretisierungsebenen im Produkterstellungsprozess mit Gewichtungen möglich. Das Ablaufschema von Yoji Akao hat sich in vielen Fällen bewährt, ist aber nicht als fix anzusehen, sondern hilft bei der Entwicklung einer eigenen Variante. Die einzelnen Matrizen sollen miteinander kombiniert werden; Ergänzungen sowie Änderungen bestehender Matrizen sind jederzeit möglich. Die QFD-Methodik soll nicht alle Datenkorrelationen und Prozessschritte festhalten und verbessern, sondern nur wichtige und kritische Merkmale genauer analysieren und verbessern. Ziel ist es, die Methode so klein wie möglich zu halten und dabei so genau wie möglich zu arbeiten.
Die Struktur des QFD nach Yoji Akao besitzt vier horizontale Ebenen, die von oben nach unten eine zunehmende Konkretisierung aufweisen:
- Kundenforderungen
- Funktionen
- Qualitätsmerkmale
- Teile

In vertikaler Richtung werden die Felder nach ihren Inhalten unterschieden:
- Qualität
- Technologie
- Kosten
- Zuverlässigkeit

Die Methode QFD nach der Entwicklung von Yoji Akao zeichnet sich durch grundlegende Analyse- und Bewertungs- sowie Dokumentationsfähigkeiten aus. Der Entwickler legt Wert auf eine Verbesserung von bestehenden Produkten und Prozessen, wobei er Technologiesprünge vorsieht. Die Methode QFD ist nach Akaos Aussagen niemals als vollständiges Werk zur Produkterstellung gedacht, sondern sollte die Schnittstelle Kundenwunsch/Produktmerkmale bestmöglich realisieren. Yoji Akao legt Wert auf die Beachtung dieser Kundenwünsche in jeder Entwicklungsphase. Auf der anderen Seite gibt er dem Konstrukteur eine richtungsweisende Methode zur Identifikation von Engpassteilen, die flexibel den Unternehmensbedürfnissen angepasst werden kann.
Yoji Akao geht nicht auf Methoden der Fehlerfindung, der konkreten Technologieauswahl oder der Innovationsfindung ein, diese überlässt er konventionellen Verfahrensweisen. Es bestehen jedoch diesbezüglich Verknüpfungen, die aber nicht explizit ausgeführt werden.

### House of Quality
In der derzeitigen Literatur wird oft von einem Qualitätshaus (englisch house of quality, HoQ) gesprochen. Damit ist die erste Matrix bei Akao gemeint. Hier werden Kundenforderungen mit Qualitätsmerkmalen korreliert, wobei die Kundenforderungen als auch die Qualitätsmerkmale mit sich selbst korreliert werden und das sogenannte „Dach“ des HoQ bilden. Die meisten praktischen Anwendungen von QFD kommen meist nicht über die Umsetzung des HoQ hinaus, da eine Korrelation mit weiteren Themen wie z. B. den Funktionen mit einem hohen Arbeitsaufwand verbunden ist. Das HoQ dient meist der Marketing- und Technik-Korrelation. Die weitere Entwicklung läuft herkömmlich ab, auf die zusätzlichen Möglichkeiten der Methodik QFD wird verzichtet.

## QFD nach Bob King
Die Weiterentwicklung des Quality Function Deployment von Bob King besitzt weiterführende Aspekte, um die Methode nicht isoliert stehen zu lassen. Eine Integration in den Konstruktionsplanungsprozess sowie in den Produktionsplanungsprozess ist möglich geworden. Die erweiterte Methode ist der gesamte QFD-„Werkzeugkasten“, wobei nur einzelne Matrizen und Methoden nach Bedürfnis ausgewählt werden sollen. Bob King zeigt zur sinnvollen Auswahl der einzelnen Matrizen in seinem Buch Better design in half the time Empfehlungen aus der Praxis auf.

### Entstehung der erweiterten Methode
Bob King ist ein Schüler von Yōji Akao, dem Entwickler der Methode des Quality Function Deployment. Er begann 1983, die Methode des Quality Function Deployment in den Vereinigten Staaten von Amerika zu studieren. Ab 1985 vertiefte er seine Kenntnisse bei Professor Yoji Akao in Japan. Im Jahr 1988 veröffentlichte Bob King in den Vereinigten Staaten sein Buch Better designs in half the time. Es enthält eine Reihe von zusätzlichen Ergänzungen und Aspekten auf der Basis des ursprünglichen QFD-Konzepts. Die wesentliche Ergänzung ist die Integration der Konzeptauswahlanalyse nach Pugh in das QFD. Weitere praktisch orientierte Ergänzungen von Fukahara aus dem American Supplier Institut in Dearborn, Michigan, sind Matrizen bezüglich der Prozessentwicklung.

### Matrix der Matrizen
Im Bild ist die Matrix der Matrizen von Bob King dargestellt, die Spalten A bis D (Qualitätsentwicklung, Spezialcharts, Technologieentwicklung und Zuverlässigkeitsentwicklung) entstammen dem Ansatz von Yoji Akao. Die Spalten E (Neue Konzepte) und F (Hilfsmethoden) sowie die Zeile fünf (Prozessentwicklung) sind von Bob King eingebrachte Neuerungen, worin die Prozessentwicklung (G1 bis G6) durch einen gestrichelten Rahmen und die Konzeptplanung (Neue Konzepte) von S. Pugh durch eine graue Hinterlegung gekennzeichnet ist.

Matrix der Matrizen

### Die Matrizen von Yoji Akao
In der oben dargestellten Matrix der Matrizen (MdM) entsprechen die Matrizen mit den Nummern A1 bis A4, C1 bis C4, D1 bis D4 und die Prozessentwicklung G1 bis G4 den ursprünglichen Matrizen des Entwicklers Yoji Akao. Der Methode wurden weitere Matrizen zugefügt, da laut Bob King der japanische Ansatz zu stark auf Kostensenkungen sowie der Benutzung von beherrschten Prozessen und bewährten Technologien ausgerichtet war. Die Systematik von Akao wurde von Bob King neu strukturiert, ohne Elemente wegfallen zu lassen. Dies erklärt King mit dem Wunsch vieler Anwender nach einer systematischen festgeschriebenen Ordnung. Daher sind die Matrizen von Akao der Struktur der neuen Elemente angepasst. Von Bob King wurden neue Matrizen entwickelt, um Lücken in der Methode zu schließen, die von QFD-Anwendern wahrgenommen wurden. Speziell hier ist es notwendig zu wissen, dass die Matrizen von Bob King einen – wie er sagt – kompletten Werkzeugkasten (tool-kit) darstellt, von dem nur die notwendigen Elemente benutzt werden sollen. Es soll auf keinen Fall nur um der Methode willen Matrix nach Matrix abgearbeitet werden. Es ist unabdingbar, dass das planende Team eine sinnvolle Auswahl aus den zu bearbeitenden Themen trifft und die dazu notwendigen Matrizen auswählt.
Bob King gibt eine Reihenfolge in der Bearbeitung an. Diese Reihenfolge ist eine von ihm als sinnvoll erkannte Vorgehensweise, die aber jederzeit den Gegebenheiten angepasst werden kann.

Vorgehensvorschlag für die MdM

### Hilfsmethoden
Die Hilfsmethoden sind teilweise eigenständige Werkzeuge in der Planung und Analyse von Produkten und Prozessen. Das erste genannte Element ist die Wertanalyse „value engineering“, die nach keinem genauen Schema abläuft. Die Aussagen der Analysen in den Charts B1, C2, C3, und C4 werden zusammengefasst und in einer Portfolioanalyse dokumentiert. Andere Vorgehensweisen zum Bewerten sind möglich und sollen nach Bedarf genutzt werden. Ein weiterer Bestandteil aus einer nicht matrixorientierten Methode ist die Failure Tree Analysis (FTA) und die Failure Mode and Effect Analysis (FMEA). Beide Methoden sollen zur Überwachung und Identifikation der zu realisierenden Produktmerkmale dienen. Das dritte Element in der Spalte F ist die von Ronald A. Fisher in den 1920er Jahren entwickelte Faktorenanalyse. Diese Analyse verbindet die QFD-Methode und die Statistische Versuchsplanung und ist in weiterführender Literatur nachzulesen (Lit.: Taguchi). Das letzte Element ist ein Verbesserungsplan, in dem das ursprüngliche Ziel und konstruktive Verbesserungen während des QFD-Vorganges eingetragen werden.

## QFD für Entwicklung von Dienstleistungen nach Emil Jovanov
(Quelle: E. Jovanov; Service-QFD, Symposion Publishing)
Kundenorientierung bezieht sich nicht nur auf die Erhaltung des aktuellen Dienstleistungsangebots, sondern auch auf die Erfüllung von latent vorhandenen Kundenerwartungen. Die beste Möglichkeit Kunden zu begeistern, besteht darin, diese immer wieder durch Kundennutzeninnovationen zu überraschen. »Quality Function Deployment« (QFD) ist eine Methode, die sich als unterstützendes Werkzeug für die Weiterentwicklung von Produkten, aber auch Dienstleistungen eignet. Die Grundlage von QFD ist die Übersetzung von Kundenanforderungen in spezifizierbare Qualitätsmerkmale eins Produkts oder einer Dienstleistung.
Obwohl die Vorgehensweise bei Service-QFD im Dienstleistungsbereich nicht nur individuell auf das Unternehmen, sondern auch auf den jeweiligen Bereich angepasst werden sollte, müssen alle wesentlichen Kernelemente der QFD-Methode mit den zugehörigen Prozessschritten berücksichtigt werden. Die folgenden 14 Punkte sind als entsprechende Schlüsselschritte für die Durchführung von Service-QFD-Prozesses festgelegt (siehe Abbildung):
1. Input: Bereichsübergreifende Suche nach innovativen Ideen und Erhebung des Bedarfs für die Entwicklung von Dienstleistungen
2. Festlegung der bekannten und latenten Kundenanforderungen an die Dienstleistung
3. Bewertung der Wichtigkeit einzelner Anforderungen durch den Kunden
4. Bestimmung, welche Kundenanforderungen ein Alleinstellungsmerkmal (USP) begründen
5. Festlegung des Erfüllungsgrades und des Zielwertes für die einzelnen Anforderungen
6. Reihung der Kundenanforderungen nach dem Chancenpotenzial bei der Verbesserung des Erfüllungsgrades
7. Bestimmung der Qualitätsmerkmale/Prozessschritte der Dienstleistung, die die Erreichung der Zielwerte beeinflussen können
8. Bestimmung der Korrelation zwischen den Kundenanforderungen und den Qualitätsmerkmalen
9. Bestimmung der Zielwerte für die Qualitätsmerkmale/Prozessschritte
10. Reihung der Qualitätsmerkmale nach Wichtigkeit
11. Auswahl der wichtigsten Qualitätsmerkmale und zu erfüllenden Kundenanforderungen für den Kreativworkshop
12. Durchführung des Kreativworkshops – Ideensuche für die Verbesserung der Dienstleistung
13. Bewertung der Ideen
14. Output: Test- und Umsetzungsphase (14.1 Überprüfung der Machbarkeit und Nützlichkeit; 14.2 Umsetzung von Verbesserungen und Evaluierung der Wirksamkeit)

### Service-QFD-Projekt
basierte im Wesentlichen auf der Durchführung der folgenden vier Workshops, an denen das gesamte Service-QFD-Team, jedoch in unterschiedlicher Zusammensetzung je Workshop beteiligt ist:
1. Workshop zur Ermittlung der Kundenanforderungen. In diesem ersten Workshop soll das Service-QFD-Team zunächst über das genaue Vorgehen aufgeklärt werden. Dann soll der Fragebogen für die Erhebung der Kundenanforderungen erarbeitet werden. Im Anschluss an den Workshop müssen die Fragebögen an eine ausgewählte Zielgruppe unter bestehenden und potenziellen Neukunden verschickt werden. Schließlich wurden die Ergebnisse der Kundenbefragung ausgewertet.
2. Workshop zur Erstellung und Ausarbeitung des »House of Quality«. Im Rahmen dieses zweiten Workshops sollen die Erfüllung der Kundenanforderungen im Vergleich zum Wettbewerb festgelegt, die konkreten Planwerte für die Zukunft definiert, die Qualitätsmerkmale der Dienstleistung ermittelt, die Zusammenhänge zwischen Kundenanforderungen und Qualitätsmerkmalen abgeleitet und die Zielwerte für die Qualitätsmerkmale der Dienstleistung definiert werden.
3. Kreativworkshop zur Ausarbeitung von Verbesserungsideen. Während des dritten Workshops sollen die Qualitätsmerkmale genau spezifiziert und Ideen für die Weiterentwicklung der Dienstleistung gesammelt werden.
4. Strategieworkshop mit der Geschäftsleitung. Dieser letzte Workshop dient zur Bewertung der gesammelten Verbesserungsideen anhand der Ergebnisse des Service-QFD-Projekts, sowie zur gemeinsamen Entscheidungsfindung, welche der gesammelten und bewerteten Ideen zukünftig in Form von Dienstleistungsweiterentwicklungen und Kundennutzeninnovationen umgesetzt werden sollten.